# Johann Georg II. (Anhalt-Dessau)

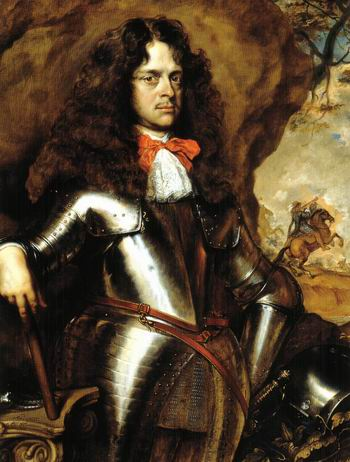
Adriaen Hanneman, Johann Georg II., Fürst von Anhalt-Dessau im Prunkharnisch

Johann Georg II., Fürst von Anhalt-Dessau (* 17. November 1627 in Dessau; † 7. August 1693 in Berlin) aus dem Haus der Askanier war regierender Fürst zu Anhalt-Dessau.

## Leben
Er war der Sohn des Fürsten Johann Kasimir und der Prinzessin Agnes von Hessen-Kassel.
Er vermählte sich 1659 mit Henriette Katharina, einer Tochter des Prinzen Friedrich Heinrich von Oranien und wurde dadurch ein Schwager des Kurfürsten Friedrich Wilhelm von Brandenburg.
Nach dem Tod seines Vaters (15. Juli 1660) übernahm er die Regierung in Anhalt-Dessau. Die Ansprüche seines Hauses auf Aschersleben, das 1648 Brandenburg überlassen war, erhielt er aufrecht und setzte auch durch, dass ihm die Anwärterschaft darauf zugestanden wurde, was jedoch keine praktische Bedeutung hatte.
Er trat in brandenburgische Kriegsdienste, wurde 1670 vom Großen Kurfürsten zum Generalfeldmarschall ernannt und schloss im Juni 1672 das Bündnis zwischen Kaiser Leopold I. und Brandenburg in Wien ab. Dabei verpflichteten sich beide, je 12.000 Mann unter dem Befehl des Kurfürsten aufzustellen, um den Westfälischen Frieden aufrechtzuerhalten. 1674 übertrug ihm der Große Kurfürst die Statthalterschaft in der Mark, doch fehlte es ihm an Truppen, um den Einfall der Schweden zu verhindern.
Er beteiligte sich dann am Feldzug von 1675 gegen Schweden, 1679 übernahm er das brandenburgische Regiment Fargell zu Fuß. 1683 wurde er zum Kaiser nach Passau gesandt, um die Hilfe Brandenburgs gegen die Türken in Aussicht zu stellen, aber von einem Kriege gegen Frankreich abzuraten. Überhaupt war er bemüht, das Bündnis zwischen dem Kaiser und Brandenburg zu festigen.
Johann Georg II. war unter dem Gesellschaftsnamen Der Gefüllte Mitglied der Fruchtbringenden Gesellschaft. Er starb am 7. August 1693 in Berlin. Sein Nachfolger wurde sein Sohn Leopold I., der Alte Dessauer.

## Nachkommen
Johann Georg II. heiratete 1659 Henriette Catharina von Nassau-Oranien. Von seinen zehn Kindern überlebten ihn fünf Töchter und sein Nachfolger Leopold I.:
- Amalie Ludovika (*/† 1660)
- Henriette Amalie (*/† 1662)
- Friedrich Kasimir, Erbprinz von Anhalt-Dessau (1663–1665)
- Elisabeth Albertine (1665–1706); ⚭ Heinrich von Sachsen-Weißenfels-Barby (1657–1728)
- Henriette Amalie (1666–1726); ⚭ Heinrich Casimir II. von Nassau-Dietz (1657–1696)
- Luise Sofie (1667–1678)
- Marie Eleonore (1671–1756); ⚭ Prinz Jerzy Józef Radziwiłł († 1689)
- Henriette Agnes (1674–1729)
- Leopold I. (1676–1747), der alte Dessauer
- Johanna Charlotte (1682–1750); ⚭ Philipp Wilhelm von Brandenburg-Schwedt (1669–1711)